# サン・カルルシュ国立劇場

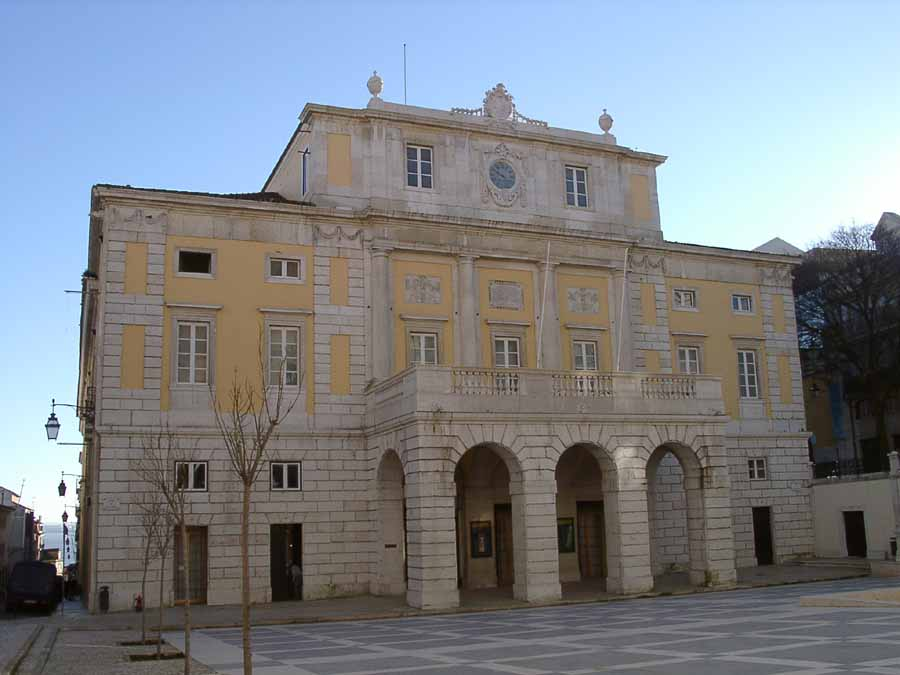
劇場のメイン・ファサード

サン・カルルシュ国立劇場 （Teatro Nacional de São Carlos）は、ポルトガル・リスボンにあるオペラハウス。1755年のリスボン地震で崩壊したテージョ・オペラ・ハウスの替わりとして、マリア1世治下の1793年7月30日に開演した。劇場は、リスボン市の歴史的中心地シアード地区にある。
1792年、リスボンの商工関係者のグループが、市の新たなオペラハウス建設へ資金援助することを決めた。劇場は、ポルトガル人建築家ジョゼ・ダ・コスタ・エ・シルヴァの設計によるネオクラシカル様式とロココの要素を持つ建物としてわずか6ヶ月の工期で完成した。全体の計画は、ナポリのサン・カルロ劇場（内装）、ミラノのスカラ座（内装とファサード）といった偉大なイタリアの劇場に明らかに触発されていた。 19世紀初頭、ナポレオン支配に対しスペインで勃発したスペイン独立戦争の余波で首都をナポレオン軍に占領されるとブラガンサ王家はブラジルへ避難したため、サン・カルルシュ国立劇場を模範とした同名の劇場がリオ・デ・ジャネイロに建てられた。
メイン・ファサードには、ポルトガル国家の紋章の飾られた時計、アーチを描くエントランス・ホールがある。劇場の名前は、1790年にジョアン王子（のちのジョアン6世）と結婚したスペイン王女カルロッタ・ジョアキナの名前にちなんで名付けられた。「カルルシュ」は、「カルロッタ」の男性形である。
美しい歌劇場は、5つのボックス席と1148席がある。豪奢なロイヤル・ボックスは、イタリア人ジョヴァンニ・アッピアンニによって惜しみなく装飾を施された。天井画はマヌエル・ダ・コスタ、舞台はシリロ・ウォルクマル・マシャードの手による。
1793年の劇場こけら落としの演目は、ドメニコ・チマローザ作曲『ラ・バレリーナ・アマンテ』（La Ballerina Amante）であった。当時最も有名なポルトガル人作曲家マルコス・ポルトゥガルは、イタリアから帰国後に劇場の音楽監督となった。彼のオペラ作品はここで多く上演された。
1828年から1834年まで続いたポルトガル内戦（ペドロ4世とミゲル1世の間で争われた）では、劇場は閉鎖せざるを得なかった。1850年、内部の照明が当時最新のガス照明に切り替えられた。その少し後、ポルトガル政府が個人投資家からサン・カルルシュ劇場を買い上げた。数回の試みが失敗した後、電気照明となったのは1887年である。1935年から1940年、劇場は改修のため閉められた。1974年、劇場常設のオペラ・カンパニーが立ち上げられた。1993年、ポルトガル交響楽団（Orquestra Sinfónica Portuguesa）が創設された。 